# Moringa stenopetala
Moringa stenopetala är en tvåhjärtbladig växtart som först beskrevs av E. G. Baker, och fick sitt nu gällande namn av Georg Cufodontis. Moringa stenopetala ingår i släktet Moringa och familjen Moringaceae. Inga underarter finns listade i Catalogue of Life.

## Bildgalleri

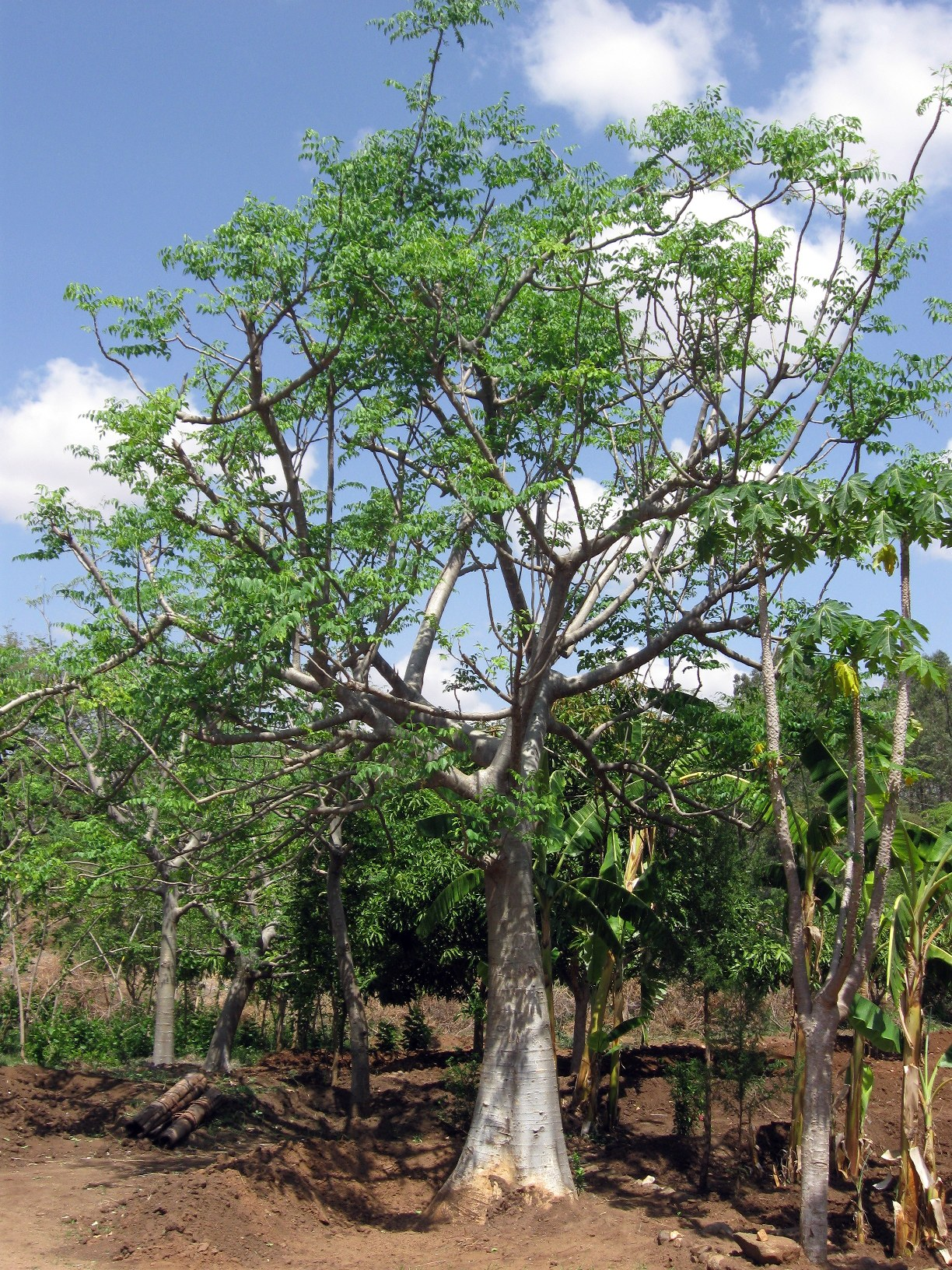
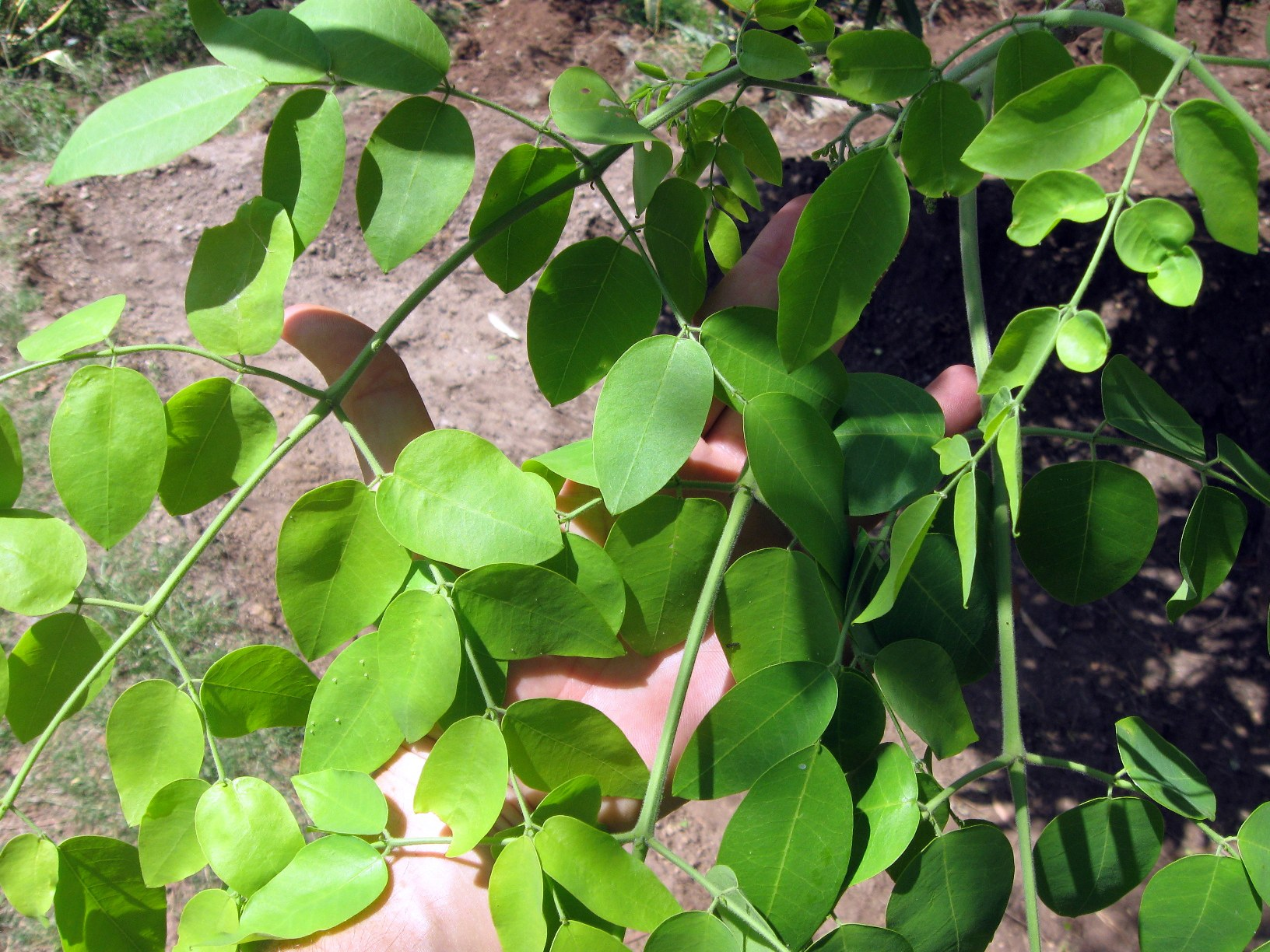
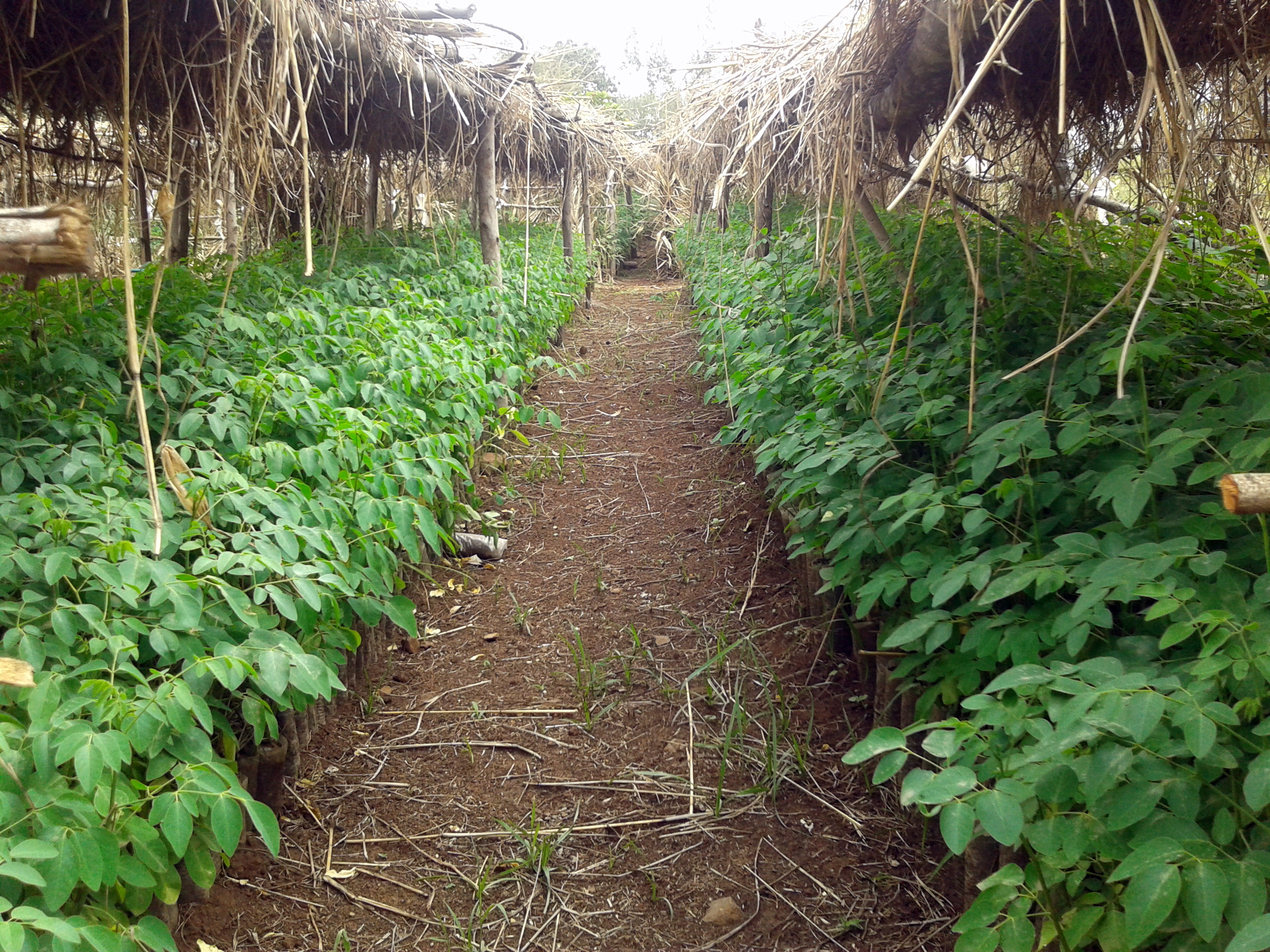
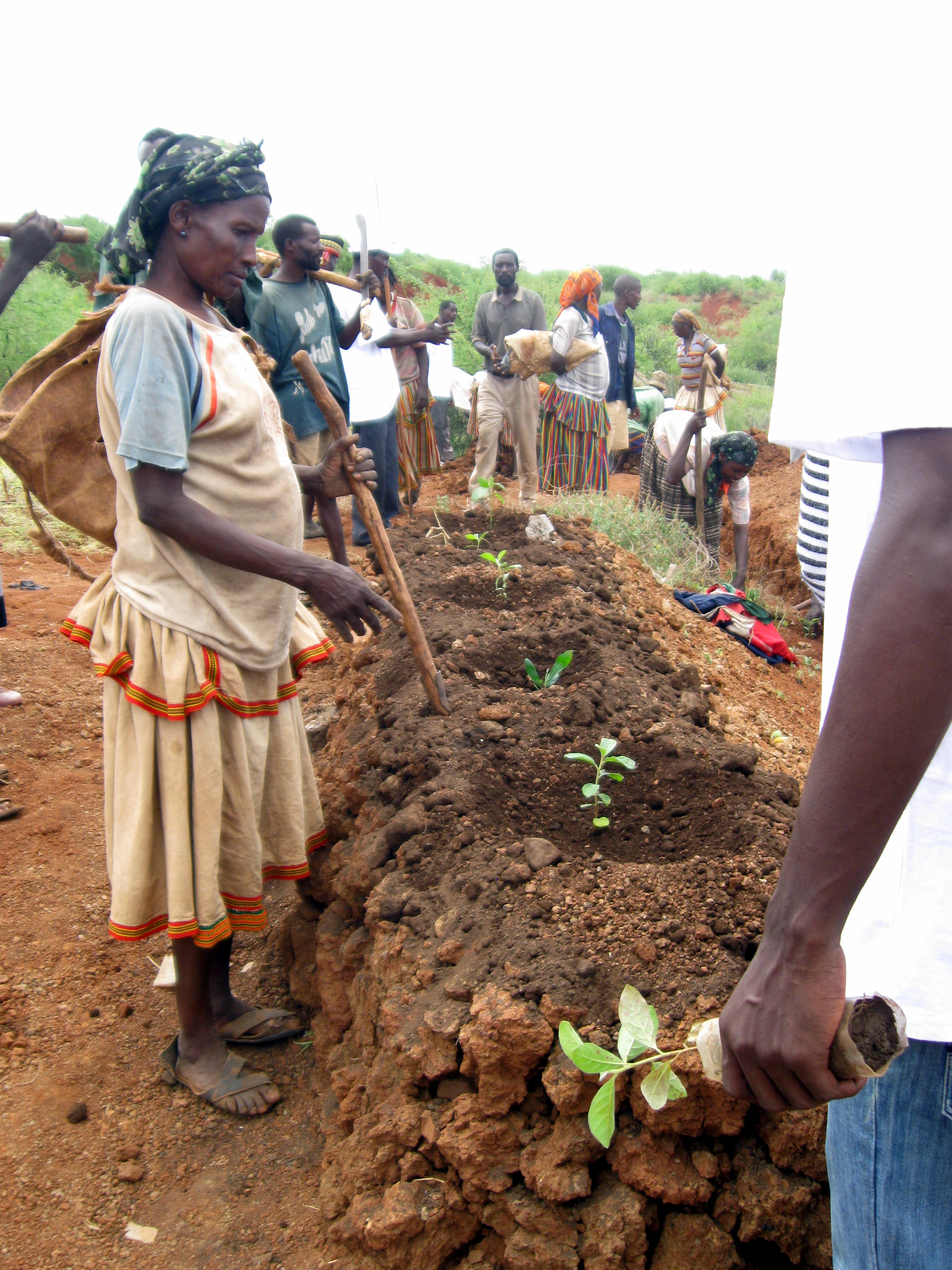